# Angolemi

Angolemi (griego: Αγγολέμι, turco: Taşpınar) es un pueblo turcochipriota situado en la zona Lefka, a cuatro kilómetros al noroeste de Koutrafas (Kurtboğan) y 4 km al este de la localidad de Taşköy.
El pueblo lleva el nombre de su propietario Lusignan, que vino de Angulema, en lo que es Francia hoy. Hasta 1958, los turcochipriotas utilizaron el nombre Angolem para la aldea. En 1958, se lo cambió por Taspinar, que significa "primavera piedra".

## Conflicto intercomunal
Aunque el pueblo estaba habitado predominantemente por musulmanes (turcochipriotas), había una pequeña comunidad grecochipriota que vive allí en 1921 y 1931. En el censo otomano de 1831 dio un total de 25 varones, ninguno grecochipriota. La población aumentó constantemente, pasando de 126 en 1891 a 222 en 1960.
No hubo desplazados en este pueblo durante la lucha entre comunidades de la década de 1960. Sin embargo, durante el mismo período, el pueblo sirvió como un centro de recepción de turcochipriotas desplazados que huyeron de las aldeas cercanas, como Akaça, Peristerona, Koutrafas / Kurtboğan, Petra, Flasou y Agios Giorgios de Solea. En 1971 había 100 turcochipriotas desplazados que residen en el pueblo.
El 15 de agosto de 1974, en el marco de la Operación Atila, 23 turcochipriotas fueron tomados prisioneros por la Guardia Nacional. La localidad fue ocupada por el Ejército Turco luego del cese al fuego del 16 de agosto de 1974.

## Población actual
Actualmente está habitada solo por sus habitantes originales o descendientes. El último censo turcochipriota de 2006 puso la población de la aldea a 212.